# Traité de Brussol
 (novembre 2012).
Si vous disposez d'ouvrages ou d'articles de référence ou si vous connaissez des sites web de qualité traitant du thème abordé ici, merci de compléter l'article en donnant les références utiles à sa vérifiabilité et en les liant à la section « Notes et références ».
Le traité de Brussol, également appelé traité de Brusol ou traité de Bruzolo, est signé le 25 avril 1610 entre le France et la Savoie au château de Brussol en Val de Suse, par François de Bonne de Lesdiguières et Claude de Bullion représentants du roi de France Henri IV et de Charles-Emmanuel Ier, duc de Savoie.

## Détails du traité
C'est un traité militaire, d'alliance offensive et défensive, entre la France et la Savoie contre l'Espagne, préfigurant une campagne contre l'Espagne et le mariage (qui n'aura pas lieu) de la fille de Henri IV, Élisabeth de France (1602-1644), avec Victor-Amédée Ier (1587-1637).
L'assassinat de Henri IV quelques semaines plus tard, le 14 mai 1610, privera d'effet le traité de Bruzolo.
La reine Marie de Médicis rapprochera ensuite la France avec l'Espagne, en organisant un double mariage franco-espagnol : celui du roi Louis XIII avec l'infante Anne d'Espagne, et celui d'Élisabeth de France avec Philippe IV d'Espagne.

## Note
1. ↑  NEVERS (Gonzague) Mémoires. éd. Paris (1663), t. 2, p. 884.
2. 1 2   Federico Marconcini, « Bruzolo e i suoi Trattati », in Numero speciale su Bruzolo e i trattati del 1610, Segusium, anno II - n. 2, dicembre 1965 - p. 176